# 天和コアモジュール
| 天和コアモジュール Tianhe Core Module | 天和コアモジュール Tianhe Core Module |
| ------------------------------------- | ------------------------------------- |
|                                       |                                       |
| 詳細                                  |                                       |
| 種類:                                 | 中国宇宙ステーションの構成モジュール  |
| 所属:                                 | CNSA                                  |
| 打ち上げロケット:                     | 長征5号B                              |
| 打ち上げ日時                          | 2021年4月29日                         |
| 運用状況                              | 運用中                                |
| 諸元                                  |                                       |
| 全長                                  | 16.6 m (54 ft)                        |
| 直径                                  | ~4.2 m (14 ft)                        |
| 重量                                  | 22,600 kg (49,800 lb)                 |

天和コアモジュール (てんわコアモジュール、簡体字: 天和号核心舱、Tianhe Core Module, CCM) は、中国宇宙ステーションのコアモジュール。最大3人の宇宙飛行士の居住と、宇宙ステーションの誘導、航行、方向制御などに対応している。また、宇宙ステーション全体の電気系統、推進システム、生命維持システムもこのモジュールが中心となっている。
モジュールは居住区、サービス区、ドッキングポートの3つのエリアに分かれており、居住区には、キッチンやトイレ、消火設備、大気処理・制御装置、コンピュータ、科学実験装置、北京の地上管制との通信装置などが設置されている。サービス区には、カナダアーム式のロボットアームが収納されている。
2018年の中国国際航空宇宙博覧会で、天和コアモジュールのフルスケールモックアップが公開された。
中国国家航天局の映像から、天和コアモジュールは2つ建造されていることが明らかになっており、天和コアモジュールを2つ連結して宇宙ステーションを拡張した状態を描いたアニメーション等もある。

## 参照
1. ↑  星球研究所. “报告地球，这里是中国空间站！_哔哩哔哩_bilibili” (中国語). www.bilibili.com. 2022年1月16日閲覧。